# Immunologie des greffes
L'immunologie des greffes concerne la partie immunologique des greffes d'organes, notamment dans le cadre de l'étude et de l'action contre leur rejet.

## Étapes de la réaction immunitaire et mécanismes lors d’une greffe

### Récepteurs impliqués dans la réaction immunitaire innée
Lors d’une transplantation d’organes, plusieurs récepteurs de l’immunité innée vont être impliqués dans la mise en place de l’immunité. L’activation, ou non de ces récepteurs, associés à une cascade d’activation, va déterminer le rejet ou la tolérance du greffon par l’individu[réf. incomplète].

#### Récepteurs cellulaires
On peut séparer les récepteurs de l’immunité innée en deux catégories. La première concerne les récepteurs cellulaires, ou récepteurs membranaires.
Les TLR ou Toll Like Receptors sont des récepteurs présents à la surface des Lymphocytes B, Lymphocytes T, Mastocytes, cellules NK (Natural Killer), polynucléaires neutrophiles ainsi que sur les cellules endothéliales, épithéliales et parenchymateuses. Ces récepteurs, vont être capable de reconnaître des ligands exogènes (ou PAMPs) ainsi que des ligands endogènes (ou DAMPs) de type HSP, HMGB1, héparanes, fragments d’acide hyaluronique… à ce jour, 10 TLR ont été identifiés chez l’Homme. Leur rôle est primordial. En effet, lors d’une transplantation, des ligands endogènes (DAMPs) et quelquefois exogènes (PAMPs) sont libérés au cours de phénomènes dits d’ischémie-reperfusion (lorsqu’un vaisseau voit sa circulation interrompue). Ces ligands en se fixant sur les TLR vont déclencher une réponse inflammatoire innée mais vont également déclencher un effet adjuvant.
Outre les récepteurs TLR, occupant une place essentielle dans la réaction immunitaire innée, on trouve également d’autres types de récepteurs membranaires.
Les  récepteurs RAGE (Advanced Glycation End-Products Receptors) sont des récepteurs trans-membranaires associés à des maladies inflammatoires chroniques. Ils sont présents sur  de nombreuses cellules parenchymateuses et hématopoïétiques. L’activation de ces récepteurs peut être impliquée dans les rejets d’allogreffes (cardiaques notamment).
Les récepteurs NLR sont des protéines cytoplasmiques. Ils sont impliqués dans la reconnaissance du peptidoglycane (paroi bactérienne) et la reconnaissance de protéines de stress cellulaires.

#### Récepteurs solubles
En plus des récepteurs cellulaires, on trouve également des récepteurs solubles de l’immunité innée, qui exercent également un rôle important dans la réaction immunitaire.
Le système du complément regroupe 35 protéines et dont l’activation induit directement une réaction immunitaire innée. Ces protéines, issues d’une cascade d’activation entraîne une réaction inflammatoire avec un seul but : la destruction des éléments identifiés comme pathogènes. Ces protéines sont principalement impliquées dans les rejets de type hyper aigu. Le mécanisme d’action repose sur la présence d’anticorps anti-donneur à l’intérieur du greffon. Lors de la re-perfusion de l’organe, on va observer une activation du système du complément par activation des cellules de l’endothélium vasculaire. Ceci entraîne donc une destruction des cellules du greffon, entraînant l’apparition de thrombus à l’intérieur de l’organe transplanté.
Les collectines sont des protéines impliquées dans les mécanismes d’opsonisation bactériennes, la sécrétion de cytokines pro-inflammatoires et la production de radicaux libres par les phagocytes. À ce jour, 8 collectines sont connues chez l’Homme.

### Étapes de la réaction immunitaire innée
La réaction immunitaire lors d’une transplantation débute immédiatement après la greffe. En effet, le prélèvement de l’organe, le transport éventuel, l’intervention chirurgicale en elle-même, associée aux phénomènes d’ischémie-reperfusion, va entraîner des lésions tissulaires, ce qui va induire un stress des cellules de l’organe. Il va en résulter une libération de molécules endogène et exogènes, qui vont activer les TLR. 
Dans le même temps, les signaux de dangers libérés par les cellules du greffon vont induire une activation des cellules dendritiques. Les CPA vont effectuer des allers-retours entre l’organe nouvellement greffé et les ganglions du receveur. Ces allers-retours seront à l’origine de la mise en place de la réaction immunitaire adaptative. Les Macrophages sont chargés de reconnaître les bactéries ainsi que les toxines microbiennes. Le mécanisme immunitaire, en tout point identique à une réaction immunitaire innée classique, sera à l’origine d’une mise en place progressive d’une réaction immunitaire adaptative.

### Immunité spécifique ou non spécifique
Le système HLA ou Human Leucocyte Antigen est certainement le système impliqué dans l’immunité des greffes, ayant le plus d’importance à l’échelle humaine. Partie du CMH (Complexe Majeur d’Histocompatibilité)  localisée sur le bras court du chromosome 6, il permet la reconnaissance des antigènes peptidiques, permettant ainsi de différencier les cellules du soi, de celles du non soi. On peut distinguer deux classes de HLA :
- HLA de classe I, concerne toutes les cellules nucléées ainsi que les plaquettes. Il permet de prévenir toute modification à la surface des cellules
- HLA de classe II, concerne uniquement les cellules présentatrices d’antigènes (CPA) et permet de prévenir toute intrusion.

Le polymorphisme des molécules du HLA est tellement important qu’il pose problème en cas de greffe. Les cellules du greffon sont alors reconnues comme appartenant au non soi. Le greffon est reconnu comme étranger au corps humain. Ceci va donc déclencher une réaction immunitaire adaptative, à l’origine des rejets de type allogreffes.

### Étapes de la réaction immunitaire adaptative
Les cellules dendritiques ou CPA professionnelles font partie des cellules clés de la mise en place d’une réaction immunitaire spécifique. En effectuant des allers retours entre le greffon et les ganglions, les cellules dendritiques vont permettre l’activation des lymphocytes T par présentation de l’antigène spécifique au LT à l’intérieur du CMH. Les lymphocytes T vont reconnaître l’antigène par l’intermédiaire du récepteur TCR. L’action finale des lymphocytes T se résumera à une destruction  des cellules du greffon. Les cellules dendritiques peuvent également provoquer l’activation des lymphocytes B grâce aux molécules d’activation BAFF et APRIL qui interagissent avec des récepteurs à la surface des Lymphocytes B. Dans le même temps, les lymphocytes B vont reconnaître l’antigène pour lequel ils sont spécifiques sous sa forme native (soluble ou fixé à la surface d’une CPA). La différenciation des lymphocytes B en plasmocytes permettra la production d’anticorps dirigés contre les cellules du greffon, à l’origine de la formation de complexes immuns. Les complexes immuns seront ensuite éliminés par les cellules phagocytaires.

### Phase effectrice et conséquences
Comme dans tout type de réaction immunitaire, on pourra observer la mise en place d’une réaction immunitaire innée. Mise en place par l’activation des récepteurs membranaires et solubles au niveau du greffon, lors des phénomènes d’ischémie-reperfusion, l’immunité innée va, d’une part, favoriser l’activation des CPA impliquées dans le phénomène d’immunité adaptative, et d’autre part, permet de favoriser les phénomènes phagocytaires au niveau du greffon. Les CPA vont ensuite activer les cellules effectrices de l’immunité adaptative, notamment les lymphocytes B/T, qui entraîneront, à terme, la destruction du greffon, qui se traduira par un rejet de la greffe.

## Immunologie des rejets de greffe

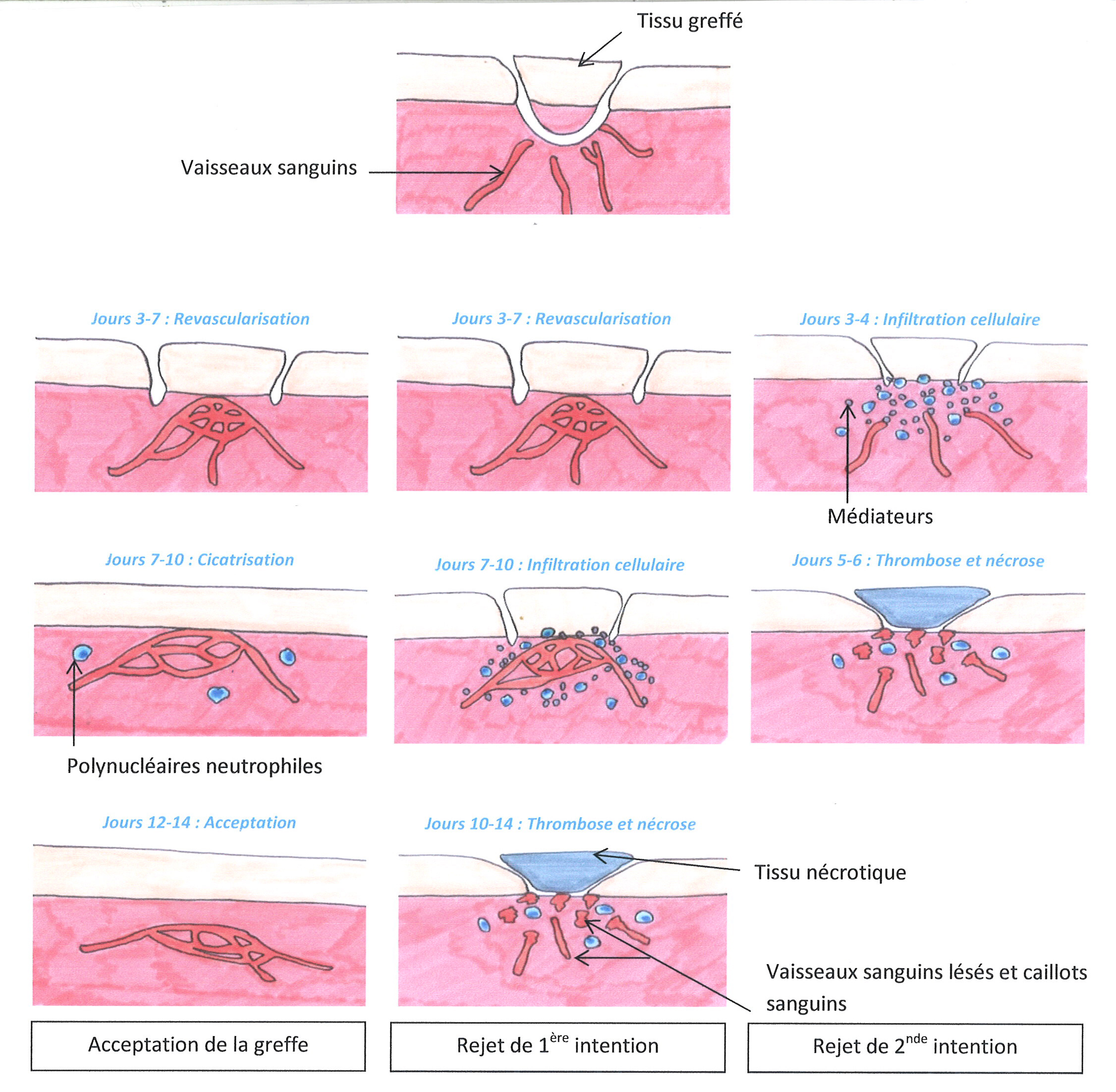
Représentation schématique de prise ou rejet de greffe

Une greffe n’est pas toujours acceptée par l’organisme receveur. Il existe des rejets de première intention ou des rejets de seconde intention[réf. incomplète].

### Éviter les rejets
Il existe différents tests permettant de déterminer la compatibilité du donneur et du receveur afin d’éviter les différents rejets de greffe.	
Les anticorps acquis reconnaissent notamment des déterminants du CMH (complexe majeur d’histocompatibilité), anticorps anti-HLA (Human Leukocyte Antigen) chez l’homme. De nos jours, ce type de rejet est évité dans la majorité des cas par l’analyse des compatibilités HLA entre le donneur et le receveur.

### Rejet hyper aigu
Deux phases sont à prendre en compte dans un rejet de greffe :	
- sensibilisation des polynucléaires neutrophiles (leucocytes de la phagocytose)
- destruction du tissu greffé.

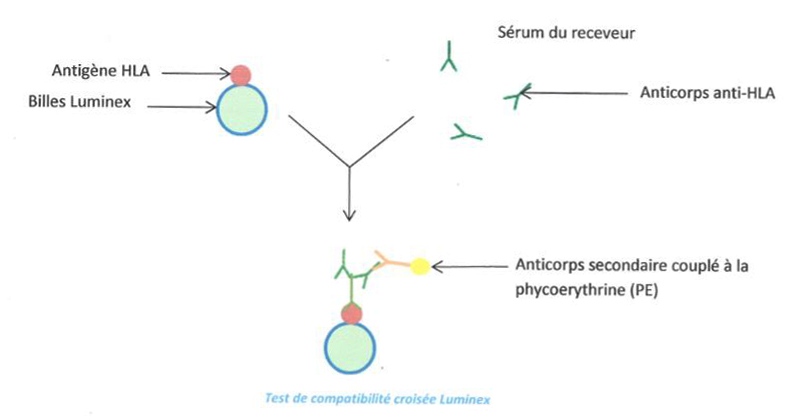
Test de compatibilité croisée Luminex

Les polynucléaires neutrophiles vont attaquer les antigènes du donneur entraînant la phase effectrice (destruction).
Le rejet hyper aigu se traduit par une thrombose des vaisseaux à la suite d'une stimulation des cellules endothéliales qui vont sécréter du facteur von Willebrand, responsable de l’adhésion, activation et agrégation plaquettaire.
Étapes principales d’un rejet hyper aigu :	
1. Les anticorps préexistants chez l’hôte (receveur) sont transportés dans l’organe greffé
2. Ils se lient aux antigènes du donneur et activent le système du Complément
3. Le système du Complément active les polynucléaires neutrophiles qui libèrent des enzymes lytiques
4. Les enzymes lytiques détruisent les cellules endothéliales
5. Les plaquettes adhèrent au tissu lésé, provoquent la coagulation et le blocage vasculaire.

Le rejet hyper aigu concerne les organes solides et est généralement dû à ces anticorps préformés, interférant avec les antigènes du greffon, induisant une réaction inflammatoire (apparition des polynucléaires neutrophiles) et une thrombose (forte coagulation).	

### Rejet aigu
Ce type de rejet a lieu environ une semaine après la mise en place du greffon. Il est causé par le développement de réponses cellulaires et humorales hautement spécifiques.	La survie du greffon est en jeu, la prise d’immunosuppresseurs devient indispensable. Sans ces médicaments, le tissu greffé est alors envahi de lymphocytes T CD4+ et T CD8+ du patient (et autres leucocytes) qui généreront sa destruction. Il existe deux types de rejet aigu, selon les leucocytes impliqués. Les lymphocytes T activés correspondent à un rejet cellulaire aigu. Les lymphocytes B activés génèrent le rejet humoral aigu. Le rejet aigu d’une allogreffe survient en l’absence d’immunisation antérieure.

### Rejet chronique
Le rejet chronique est le plus redouté. Il survient des semaines, mois ou années après l’intervention et la mise en place du greffon. Ce dernier n’a alors pas subi de rejet hyper aigu ou aigu et se trouve alors dans une phase de quiétude où les fonctions du greffon apparaissent physiologiques mais où peut survenir le rejet chronique.
Ce type de rejet correspond à une occlusion lente et constante des artères, veines et vaisseaux du tissu greffé. Cette occlusion est très souvent compensée par des phénomènes physiologique qui ne permettent pas de déceler le problème jusqu’à l’atteinte d’un point critique où l’occlusion entraîne chez le patient greffé, une ischémie induisant la nécrose du tissu.

### Cas de greffe de moelle osseuse
Il s’agit d’un type de rejet particulier puisqu’il ne s’agit de l’organisme de l’hôte qui rejette le greffon mais le contraire. On parle de GVHD (« Graft-Versus-Host Disease ») : ce sont d’importantes réactions inflammatoires dont les symptômes sont des éruptions cutanées, des diarrhées et des inflammations pulmonaires. Ces réactions sont dues à des lymphocytes T matures toujours présents dans la moelle du donneur au moment de la greffe et qui  vont être capables de s’activer contre les CMH du receveur. 	
Une élimination préalable des lymphocytes T du donneur et la prise d’immunosuppresseurs pour le receveur pendant une courte période après la greffe, permettront d’éviter l’apparition d’une complication commune à la greffe de moelle osseuse telle que la GVHD.

### Génétique
Une greffe est une intégration de tissus sans anastomoses vasculaires donc qui ne nécessite pas de relier des vaisseaux.
Une greffe syngénique c’est lorsque donneur et receveur sont génétiquement identiques. Une greffe allogénique c’est quand donneur et receveur sont génétiquement différents mais qui appartiennent à la même espèce. Une greffe xénogénique c’est quand donneur et receveur appartiennent à deux espèces différentes.
Ces greffes peuvent amener à certaines complications. En effet dans les greffes allogéniques, on peut voir des complications chirurgicales comme des rejets aigus ou chroniques qui peuvent amener à une immunosuppression et par la suite à des infections, cancers, des complications vasculaires qui peuvent passer par des complications métaboliques…
Les greffes syngéniques, peuvent elles, survenir, à la suite de complications chirurgicales et donc amener ici aussi à une récidive des problèmes, de la maladie initiale. Cette greffe ne peut se faire qu’entre jumeaux homozygotes, qui sont les seuls, par définition à être génétiquement identiques.
Les rejets sont classés dans 4 catégories : le rejet hyper-aigu immédiat, le rejet hyper-aigu retardé, le rejet aigu, et le rejet chronique.

## Traitements

### Généralités
La greffe est une opération qui entraîne une stimulation du système immunitaire, ce qui peut induire un rejet de la part de l’organisme. Afin de prévenir et traiter ce rejet, un traitement « antirejet » du greffon est mis en place. On parle d’immunosuppression. Des médicaments sont administrés à l’individu greffé appelés immunosuppresseurs. Ils ont pour but de limiter, voire d’inhiber la réaction immunitaire déclenchée.
Ces derniers sont adaptés à la nature de la greffe mais aussi à la sensibilité de l’organisme du patient. Il faut tenir compte de certains facteurs, tels que : l’âge du patient (risque accru de rejet chez les enfants), le nombre de tentatives de greffe, le type de donneur, le risque de diabète ou la tolérance cosmétologique.
L’immunosuppression est nécessaire pour trois types d’interventions :
- au moment de la greffe (pour éviter le rejet immédiat du greffon)
- sur le long terme (traitement dit « d’entretien »)
- lors de crises de rejet

Durant la période post et pré-opératoire, le patient est soigné dans des conditions limitant les contacts avec des zones à risque pathogène.	
La prise médicamenteuse se fait généralement à vie et n’est pas sans effets indésirables. En effet, on dénombre plusieurs effets secondaires. On observe un accroissement de la vulnérabilité de l’organisme face aux infections (virales, bactériennes…) et aux tumeurs. Ce phénomène est dû à une diminution du nombre et de l’activité de globules blancs. Un patient greffé est donc soumis à une surveillance régulière de la qualité de son sang.
Remarque : Une injection de sang donneur vers l’organisme receveur augmenterait la tolérance au greffon.
On  distingue deux types de traitements :
- Les traitements spécifiques : ils ont une action inhibitrice ciblée sur un gène uniquement.
- Les traitements non spécifiques : ils engendrent une inhibition totale du système immunitaire. Les immunosuppresseurs non spécifiques sont responsables de la sensibilité aux infections ou aux cancers.

### Les principaux types de médicament utilisé

#### La cyclosporine et le FK 506 (ou Tacrolimus)
Le rejet du greffon implique l’activation de récepteurs TCR des lymphocytes T. Cette activation engendre la synthèse de cytokines (IL-2). Une augmentation du taux de calcium dans la cellule a lieu à la suite des phosphorylations, ce qui active la calcineurine (protéine ayant une activité déphosphorylante). Cette dernière agit sur le NFAT (nuclear factor of activated T cells), un facteur de transcription du cytoplasme qui va s’associer avec celle-ci. Ce complexe migre vers le noyau et y fixe des séquences régulatrices nécessaires à la synthèse de cytokines. Il faut donc inhiber la transcription de cytokines et des calcineurines. La cyclosporine A ou le FK 506 (Tacrolimus) assurent cette inhibition.
Le FK 506 engendre une immunosuppression plus efficace en étant légèrement plus élevée et présente moins d’effets secondaires. Son action médicamenteuse reste similaire à celle de la cyclosporine. La cyclosporine A est le plus puissant des immunosuppresseurs. Il est utilisé dans les cas de rejet aigu de greffe rejet aigu, mais aussi comme traitement d’entretien.

#### Les corticostéroïdes
Ces derniers agissent sur l’ensemble des globules blancs (notamment sur les lymphocytes T et B), les cellules dendritiques et endothéliales. Ils ont un effet immunosuppresseur en en diminuant l’activité des lymphocytes et monocytes ainsi qu’un effet anti-inflammatoire en inhibant la synthèse de cytokines par les macrophages.
La partie libre du corticoïde, inactive dans le cytosol, traverse la membrane cellulaire pour se fixer à un récepteur cellulaire. Le complexe formé s’active, migre dans le noyau et se fixent sur les séquences régulatrices de transcription de gènes codant des cytokines et donc inhibe leur synthèse.

#### Les Anticorps monoclonaux
Ces anticorps proviennent d’une seule et même souche de globules blancs : les plasmocytes. Ils ont la caractéristique de présenter la même spécificité pour le même antigène. Ils éliminent les lymphocytes T par fixation et apoptose (processus par lequel des cellules déclenchent leur autodestruction en réponse à un signal.)

#### L’Azathioprine
Ce médicament possède la capacité de diminuer la prolifération des cellules responsables des phénomènes de rejet, essentiellement les lymphocytes T. Il est sans doute le plus utilisé mais n’est pas très puissant.

#### La Rapamycine
Ce médicament inhibe la signalisation par les cytokines (IL-2)

#### Mycophénolate
L’inosine monophosphate déshydrogénase (IMPDH) est une enzyme nécessaire à la synthèse novo de nucléotides à guanine importants pour synthétiser l’ADN codant des cytokines et donc engendrant la prolifération cellulaire. L’acide mycophénolique est un inhibiteur de l’IMPDH. Composant principal du Mycophénolate, il stoppe la prolifération cellulaire.

### La compatibilité donneur-receveur
La compatibilité entre le tissu d’un greffé et le greffon est un paramètre essentiel au bon déroulement d’une greffe. Elle est liée aux patrimoines génétiques du donneur et du receveur. Pour cela, il est nécessaire de déterminer si l’organisme du patient est compatible avec le greffon avant de réaliser la greffe.	
Dans le cas contraire, la transplantation risque d’échouer et les conséquences sur le patients seront importantes (rejet aigu, nécrose, etc.).
La transplantation nécessite de réunir trois types de compatibilité.

#### La compatibilité ABO
Il s’agit de la compatibilité entre les groupes sanguins du donneur et ceux du receveur. Il en existe quatre : O (donneur universel), A (donneur pour les groupes A et AB), B (donneur pour les groupes B et AB) et AB (receveur universel).
On privilégie généralement les isogroupes : donneur A vers receveur A, donneur AB vers receveur AB, etc. On néglige le rôle du rhésus.

#### La compatibilité morphologique
Le poids et la taille du greffon jouent un rôle dans la réussite ou l’échec de la transplantation. L’organe prélevé doit être d’un volume égal ou légèrement inférieur à celui de l’organe remplacé.

#### La compatibilité tissulaire
C’est elle qui garantit en grande partie la réussite de la transplantation. Il s’agit de la compatibilité entre le greffon et le système HLA (human leukocyte antigen) du patient. Ce système HLA correspond au complexe majeur d’histocompatibilité (CMH) du genre humain.
Le rôle du système HLA est de permettre la reconnaissance du Non-Soi par les cellules immunitaire et par conséquent déclencher une réaction contre le greffon. En effet, c’est en quelque sorte la carte d’identité d’un individu.
Dans le cas de deux individus incompatibles : les systèmes HLA de chacun ne sont pas assez similaires pour que les cellules du donneur soient reconnues par le système immunitaire de l’organisme hôte. Ce dernier les considérera alors comme des corps étrangers et les détruira.
Dans le cas de deux individus compatibles : les systèmes HLA du donneur et du receveur sont suffisamment similaires pour que la réaction immunitaire induite par la petite différence génétique entre les deux HLA soit maîtrisée par les immunosuppresseurs et donc que la greffe puisse être acceptée. Le degré de compatibilité nécessaire dépend de la maladie, du risque et du type de greffe.